# 鹰喙芋属
鹰喙芋属（学名：Idimanthus）为天南星科的一个属。

## 下属物种
本属包括以下物种：
- Idimanthus amorphophalloides E.G.Gonç.[2]